# Truro City F.C.
Truro City FC (tiếng Cornwall: Klub Peldroes Truru) là một câu lạc bộ bóng đá có trụ sở tại Truro, Cornwall, Anh. Đội bóng hiện thi đấu tại Southern League.

## Danh hiệu
- FA Vase
  - Vô địch (1): 2006–07[1]
- Southern League Premier Division
  - Vô địch (1): 2010–11[2]
  - Đội thắng trận Play-off (1): 2014–15[3]
- Southern Football League Division One South & West
  - Vô địch (1): 2008–09
- Western League Premier Division:
  - Vô địch (1): 2007–08
- Western League Division One:
  - Vô địch (1): 2006–07
- South Western League:
  - Vô địch (5): 1960–61, 1969–70, 1992–93, 1995–96, 1997–98
  - Á quân (7): 1954–55, 1962–63, 1966–67, 1967–68, 1970–71, 1996–97, 2005–06
- South Western League Cup:
  - Vô địch (3): 1959–60, 1966–67 (đồng vô địch), 1992–93
  - Á quân (6): 1954–55, 1958–59, 1967–68, 1993–94, 1996–97, 1997–98
- Cornwall Senior Cup:
  - Vô địch (15): 1894–95, 1901–02, 1902–03, 1910–11, 1923–24, 1926–27, 1927–28, 1937–38, 1958–59, 1966–67, 1969–70, 1994–95, 1997–98, 2005–06, 2006–07, 2007–08
- Durning Lawrence Cornwall Charity Cup:
  - Vô địch (11): 1911–12, 1912–13, 1919–20, 1925–26, 1928–29, 1929–30, 1930–31, 1932–33, 1949–50, 1964–65, 1980–81
  - Á quân (9): 1905–06, 1909–10, 1910–11, 1913–14, 1924–25, 1937–38, 1957–58, 1966–67, 2002–03

## Thống kê
- Thành tích tốt nhất tại FA Cup: Vòng một mùa giải 2017–18
- Thành tích tốt nhất tại FA Trophy: Vòng ba các mùa giải 2020–21, 2021-2
- Thành tích tốt nhất tại FA Vase: Vô địch mùa giải 2006–07
- Thành tích tốt nhất tại hạng đấu : Xếp thứ 4 tại National League South mùa giải 2015–16
- Bàn thắng nhiều nhất tại hạng đấu: 185 bàn (mùa giải 2006–07, Western Football League Division One, 42 trận)
- Số điểm nhiều nhất trong  một mùa: 115 điểm (mùa giải 2006–07, Western Football League Division One, 42 trận)